# Kevin Larsen
Kevin Ricki Larsen (Copenhague, 17 de julio de 1993) es un jugador de baloncesto danés que pertenece a la plantilla del Club Baloncesto Lucentum Alicante de la Primera FEB. Con 2,08 metros de estatura, juega en la posición de pívot.

## Trayectoria deportiva

### Universidad
Jugó cuatro temporadas con los Colonials de la Universidad George Washington, en las que promedió 10,8 puntos, 7,0 rebotes y 2,1 asistencias por partido, En 2014 fue elegido jugador más mejorado de la Atlantic 10 Conference, mientras que en 2015 apareció en el tercer mejor quinteto de la conferencia. Ya en su última temporada fue incluido en el mejor quinteto del NIT.

#### Estadísticas
| Año       | Equipo            | PJ  | PT  | MPP  | %TC  | %3P  | %TL  | RPP  | APP  | ROB  | TPP  | PPP   |
| --------- | ----------------- | --- | --- | ---- | ---- | ---- | ---- | ---- | ---- | ---- | ---- | ----- |
| 2012-2013 | George Washington | 30  | 27  | 24,3 | 51,3 | 0,0  | 67,1 | 5,03 | 1,47 | 0,53 | 0,50 | 8,23  |
| 2013-2014 | George Washington | 33  | 33  | 31,2 | 54,9 | 0,0  | 62,5 | 6,91 | 1,67 | 0,55 | 0,70 | 11,42 |
| 2014-2015 | George Washington | 35  | 35  | 33,2 | 49,0 | 36,8 | 60,7 | 7,40 | 2,37 | 0,49 | 1,03 | 10,86 |
| 2015-2016 | George Washington | 38  | 38  | 33,9 | 49,8 | 47,2 | 72,1 | 8,21 | 2,63 | 0,95 | 0,71 | 12,26 |
| Total     |                   | 136 | 133 | 31,0 | 51,1 | 40,7 | 65,9 | 6,99 | 2,07 | 0,64 | 0,74 | 10,81 |

### Profesional
Tras no ser elegido en el Draft de la NBA de 2016, firmó su primer contrato profesional con el Lille Métropole de la Pro B, la segunda división francesa, donde jugó 13 partidos, en los que promedió 7,6 puntos y 3,4 rebotes.
En enero de 2017 fichó por el Mitteldeutscher BC Weißenfels de la ProA, la segunda división alemana, donde acabó la temporada promediando 3,8 puntos y 3,5 rebotes por partido.
La temporada 2018-19 la jugó en Bilbao Basket, logrando el ascenso a la liga ACB.
Disputó la temporada 2019-20 en las filas del Chocolates Trapa Palencia, en el que promedió 6,3 rebotes por partido, 2,2 en ataque, y 14,2 puntos en algo más de 24 minutos de promedio por encuentro.
En julio de 2020, firma por el Club Baloncesto Breogán para jugar en Liga LEB Oro durante la temporada 2020-21.
Tras lograr el ascenso a la Liga Endesa, en la temporada 2021-22 formaría parte del conjunto gallego en la Liga Endesa.
El 24 de diciembre de 2021, firma por el CB Estudiantes de la Liga LEB Oro española.
En agosto de 2024, firma por el Club Baloncesto Lucentum Alicante de la Liga LEB Oro.